# Thảm sát Hà My
Thảm sát Hà My là một tội ác chiến tranh của Quân đội Hàn Quốc gây ra trong thời gian Chiến tranh Việt Nam. Vào sáng ngày 24 tháng Giêng năm Mậu Thân (tức ngày 21 tháng 2 năm 1968) tại khu vực xóm Tây, làng Hà My, quận Điện Bàn, tỉnh Quảng Nam (nay thuộc phường Điện Dương, thị xã Điện Bàn, tỉnh Quảng Nam), hai đại đội của Lữ đoàn Thủy quân lục chiến Rồng Xanh, Hàn Quốc đã thảm sát 135 dân thường không có vũ khí, trong đó phần lớn là người già, phụ nữ và trẻ em.